# Bakterie lodo-ujemne
Bakterie lodo-ujemne (ang. ice-minus bacteria) – nazwa zwyczajowa nadana odmianie pospolitej bakterii Pseudomonas syringae. Ten szczep Pseudomonas syringae nie ma zdolności do wytwarzania określonego białka powierzchniowego, zwykle występującego u dzikich Pseudomonas syringae. Białko „lodo-dodatnie” (białko „aktywnie zarodkujące lód” – ang INA – „Ice Nucleation Active”), znajdujące się na zewnętrznej ścianie komórkowej bakterii, działa jako jądra zarodkowania kryształków lodu. Ułatwia to tworzenie się lodu, stąd oznaczenie jako „lodo-dodatnie" (ice-plus). Wariant lodoujemny Pseudomonas syringae jest mutantem pozbawionym genu odpowiedzialnego za produkcję białka powierzchniowego tworzącego lód. Ten brak białka powierzchniowego zapewnia mniej sprzyjające środowisko do tworzenia lodu. Oba szczepy Pseudomonas syringae występują naturalnie, ale technologia rekombinacji DNA umożliwiła syntetyczne usunięcie lub zmianę określonych genów, umożliwiając stworzenie w laboratorium szczepu lodoujemnego ze szczepu lodododatniego.
Zarodkujący lód charakter Pseudomonas syringae sprzyja powstawaniu szronu, zamrażając pąki roślin i niszcząc plony. Wprowadzenie szczepu lodo-ujemnego Pseudomonas syringae na powierzchnię roślin miało zmniejszyć ilość obecnych jąder zarodkowania kryształków lodu, powodując wyższe plony. Forma rekombinowana została opracowana jako produkt handlowy znany jako Frostban. Testy terenowe Frostban w 1987 roku były pierwszymi uwolnieniami genetycznie zmodyfikowanego organizmu do środowiska. Testy były bardzo kontrowersyjne i doprowadziły do powstania amerykańskiej polityki biotechnologicznej. Frostban nigdy nie był sprzedawany.

## Produkcja
Aby systematycznie tworzyć szczep lodo-ujemny Pseudomonas syringae, jego gen tworzący lód musi zostać wyizolowany, zamplifikowany, dezaktywowany i ponownie wprowadzony do bakterii Pseudomonas syringae. W celu wyizolowania i wygenerowania szczepów lodo-ujemnego Pseudomonas syringae często stosuje się następujące kroki:
1. Trawienie DNA Pseudomonas syringae enzymami restrykcyjnymi.
2. Włóżenie pojedynczych kawałków DNA do plazmidu. Kawałki zostaną wstawione losowo, co pozwoli na wytworzenie różnych odmian rekombinowanego DNA.
3. Transformację bakterii Escherichia coli zrekombinowanym plazmidem. Plazmid zostanie wchłonięty przez bakterie, czyniąc go częścią DNA organizmu.
4. Zidentyfikowanie genu zarodkującego lód w licznych nowo opracowanych rekombinantów Escherichia coli. Rekombinowane Escherichia coli z genem zarodkującym lód będą miały fenotyp zarodkowania lodu, będą lodo-dodatnie.
5. Po zidentyfikowaniu rekombinanta zarodkującego lód, amplifikuje się gen zarodkujący lód za pomocą technik, takich jak reakcje łańcuchowe polimerazy (PCR).
6. Twórzenie zmutowanych klonów genu zarodkowania lodu poprzez wprowadzenie czynników mutagennych, takich jak promieniowanie UV, aby dezaktywować gen lodu, tworząc gen „lodo-ujemny”.
7. Powtórzenie poprzednich kroków (wstawienie genu do plazmidu, przetransformowanie Escherichia coli, zidentyfikowanie rekombinantów) z nowo utworzonymi zmutowanymi klonami, aby zidentyfikować bakterie z genem lodo-ujemnym. Będą posiadać pożądany fenotyp lodo-ujemny.
8. Wstawienie genu lodo-ujemnego do normalnej bakterii Pseudomonas syringae z genem lodo-dodatnim.
9. Pozwolenie na rekombinację, w wyniku której Pseudomonas syringae uzyskają zarówno szczepy lodo-ujemne, jak i lodo-dodatnie.

## Potencjalne znaczenie ekonomiczne

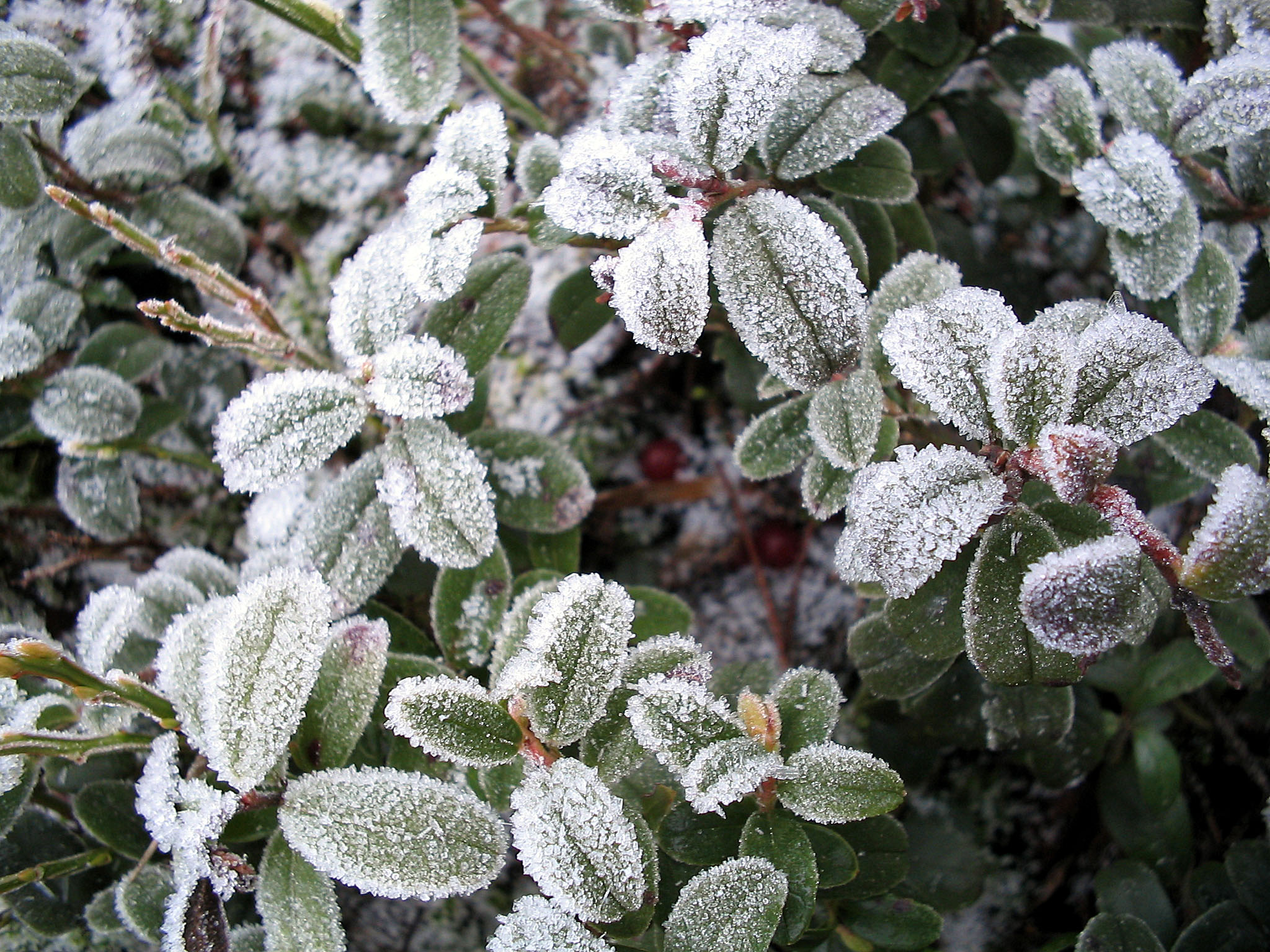
Oszroniona borówka

W samych Stanach Zjednoczonych oszacowano, że szron powoduje około 1 mld USD szkód w uprawach każdego roku. Ponieważ Pseudomonas syringae zwykle występuje na powierzchni roślin, powodująca zarodkowanie krystalizacji lodu natura bakterii zamraża pąki upraw i niszczy plony. Wprowadzenie szczepu lodo-ujemnego Pseudomonas syringae na powierzchnię roślin spowodowałoby konkurencję między szczepami. W przypadku zwycięstwa szczepu lodo-ujemnego, zarodkowanie kryształków lodu powodowane przez Pseudomonas syringae nie byłoby już obecne, co obniżyłoby poziom rozwoju szronu na powierzchni roślin przy normalnej temperaturze zamarzania wody. Nawet jeśli szczep lodo-ujemny nie zwycięży, ilość jąderek lodu obecnych w związku z lodo-dodatnią Pseudomonas syringae zostanie zmniejszona z powodu konkurencji. Zmniejszone poziomy wytwarzania szronu w normalnej temperaturze zamarzania wody przełożyłyby się na mniejszą ilość plonów utraconych z powodu szkód spowodowanych przez mróz, co przełożyłoby się na wyższe plony.

## Perspektywa historyczna
W 1961 roku Paul Hoppe z Departamentu Rolnictwa Stanów Zjednoczonych badał grzyby kukurydziane, rozdrabniając zainfekowane liście każdego sezonu, a następnie aplikując proszek do testowania kukurydzy na kolejny sezon, aby śledzić chorobę. W tym roku nastąpił niespodziewany mróz, który pozostawił dziwne rezultaty. Tylko rośliny zakażone chorym proszkiem doznały uszkodzeń szronem, pozostawiając zdrowe rośliny niezamarznięte. Zjawisko to zdumiewało naukowców, dopóki doktorant Stephen Lindow z University of Wisconsin-Madison z DC Arny i C. Upper nie znaleźli bakterii w proszku z suszonych liści na początku lat siedemdziesiątych. Lindow, obecnie patolog roślin na Uniwersytecie Kalifornijskim w Berkeley, odkrył, że kiedy ta konkretna bakteria została wprowadzona na rośliny, gdzie pierwotnie nie występowała, rośliny stały się bardzo podatne na uszkodzenia spowodowane mrozem. Następnie zidentyfikował bakterię jako Pseudomonas syringae, zbadał rolę Pseudomonas syringae w zarodkowaniu kryształów lodu, a w 1977 odkrył zmutowany szczep lodo-ujemny. Później odniósł sukces w opracowaniu lodo-ujemnego szczepu Pseudomonas syringae również dzięki technologii rekombinacji DNA.
W 1983 r. Advanced Genetic Sciences (AGS), firma biotechnologiczna, złożyła wniosek o zezwolenie rządu USA na przeprowadzenie testów terenowych ze szczepem lodo-ujemnym Pseudomonas syringae, ale organizacje ekologiczne i protestujący opóźniły testy terenowe o cztery lata z powodu wyzwań prawnych. W 1987 roku szczep lodo-ujemny Pseudomonas syringae stał się pierwszym genetycznie zmodyfikowanym organizmem (GMO), który został uwolniony do środowiska, gdy pole truskawek w Kalifornii zostało spryskane lodo-ujemnym szczepem Pseudomonas syringae. Wyniki były obiecujące, wykazując zmniejszone uszkodzenia roślin poddanych działaniu mrozu. Lindow przeprowadził również eksperyment na uprawie sadzonek ziemniaków opryskiwanych lodo-ujemnym szczepem Pseudomonas syringae. Odniósł sukces w ochronie upraw ziemniaka przed uszkodzeniem przez mróz przez szczep lodo-ujemny Pseudomonas syringae.

## Kontrowersje
W czasie prac Lindowa nad lodo-ujemnym szczepem Pseudomonas syringae inżynieria genetyczna była uważana za bardzo kontrowersyjną. Jeremy Rifkin i jego Foundation on Economic Trends (FET) pozwali Narodowy Instytut Zdrowia – NIH w sądzie federalnym, aby opóźnić próby terenowe, argumentując, że Narodowy Instytut Zdrowia – NIH nie przeprowadził oceny oddziaływania na środowisko i nie zbadał możliwych skutków, jakie mogą mieć bakterie „lodo-ujemne” na ekosystemach, a nawet globalnych wzorcach pogodowych. Po uzyskaniu zgody oba pola na których miały być testowane zmodyfikowane genetycznie bakterie zostały zaatakowane przez grupy aktywistów w noc poprzedzającą przeprowadzenie testów: „Pierwsze na świecie miejsce testowe przyciągnęło pierwszego na świecie niszczyciela pól”. BBC zacytowało Andy’ego Caffreya z Earth First!: „Kiedy po raz pierwszy usłyszałem, że firma z Berkley planuje wypuścić te bakterie Frostban w mojej społeczności, dosłownie poczułem, jak nóż wbija się we mnie. Tutaj ponownie, za pieniądze, nauka, technologia i korporacje zamierzają zaatakować moje ciało nowymi bakteriami, które wcześniej nie istniały na planecie. Zostało już zaatakowane przez smog, promieniowanie, toksyczne chemikalia w moim jedzeniu i po prostu nie zamierzam ich przyjmować – już dość!”
Pomyślne wygranie sprawy w sądzie przez Rifkina zmusiło administrację Reagana do szybszego opracowania nadrzędnej polityki regulacyjnej, aby kierować federalnym procesem decyzyjnym dotyczącym biotechnologii rolniczej. W 1986 r. Biuro ds. Polityki Nauki i Technologii wydało Skoordynowane Ramy Regulacji Biotechnologii, które nadal regulują decyzje regulacyjne USA.
Kontrowersje spowodowały, że wiele firm biotechnologicznych odeszło od stosowania mikroorganizmów poddanych inżynierii genetycznej w rolnictwie.